# Fernanda de Castro
Maria Fernanda Teles de Castro de Quadros Ferro OSE (Lisboa, 8 de diciembre de 1900-Lisboa, 19 de diciembre de 1994) fue una escritora portuguesa.

## Biografía
Fernanda de Castro, hija de João Filipe das Dores de Quadros (Lisboa, São Julião, 4 de enero de 1874 - Portimão, Portimão, 7 de julio de 1943), Goês, Oficial Capitán-Teniente de la Marina, Comendador de la Orden Militar de Avis el 11 de marzo de 1919, y de su mujer Ana Isaura Codina Teles de Castro de Silva (Lisboa, São José, 23 de septiembre de 1879 - Bolama, 9 de abril de 1914), estudió en Portimão, Figueira de la Foz y Lisboa, habiéndose casado en 1922 con António Ferro.
De este matrimonio nacieron António Quadros, filósofo y ensayista, y Fernando Manuel de Quadros Ferro. Su nieta, Rita Ferro también se distinguió como escritora.
Fue conjuntamente con su marido y otros, fundadora de la Sociedad de Escritores y Compositores Teatrales Portugueses, actualmente conocida por Sociedad Portuguesa de Autores.
El escritor David Mourão-Ferreira, durante la conmemoración de los cincuenta años de actividad literaria de Fernanda de Castro dijo: "Ella fue la primera, en este país de musas sonrientes y de poetas tristes, en demostrar que la risa y la alegría también son formas de inspiración, que una carcajada puede estallar en el tejido de un poema, que el sol a mediodía, mirado de frente, no es un motivo menos noble que el de la luna a medianoche".
Fernanda de Castro dedicó parte de su vida a la infancia y fue la fundadora de la Asociación Nacional de Parques Infantiles, asociación en la que tuvo el cargo de presidente.
Como escritora se dedicó a la traducción de piezas de teatro y a escribir poesía, romances, ficción y teatro.
Fue autora del argumento del ballet Leyenda de los Almendros (Compañía Portuguesa de Ballet Verde Gaio, 1940) y del argumento de la película Rapsodia Portuguesa (1959), realizado por João Mendes, documental que participó en la sección oficial del Festival de Cannes.
También colaboró en las revistas:lllustração portugueza (iniciada en 1903), Contemporánea [1915]-1926), Illustraçao (iniciada en 1926) y en la Mocidade Portuguesa Feminina: boletim mensal (1939-1947).
El 5 de enero de 1940 fue nombrada Oficial de la Orden Militar de Santiago de la Espada.

## Premios
- Premio del Teatro Nacional D.Maria II– (1920) con la pieza “Náufragos”.
- Premio Ricardo Malheiros– (1945) con el romance “María de la Luna”, fue la primera mujer en obtener este premio de la Academia de las Ciencias.
- Premio Nacional de Poesía – (1969).

## Obras
- Náufragos (1920) (teatro)
- Maria da Lua (1945) (romance)
- Antemanhã (1919) (poesía)
- Náufragos e Fim da Memória (poesía)
- O Veneno do Sol e Sorte (1928) (ficción)
- As aventuras de Mariazinha (literatura infantil)
- Mariazinha em África (1926) (literatura infantil) (fruto de la estadía de la escritora en la Guinea Portuguesa)
- A Princesa dos Sete Castelos (1935) (literatura infantil)
- As Novas Aventuras de Mariazinha (1935) (literatura infantil)
- Fim de Semana na Gorongosa (19?) (literatura juvenil)
- Asa no Espaço (1955) (poesía)
- Poesia I e II (1969) (poesía)
- Urgente (1989) (poesía)
- Fontebela (1973)
- Ao Fim da Memória (Memorias 1906 – 1939) (1986)
- Pedra no Lago (teatro)
- Exílio (1952)
- África Raiz (1966)
- Tudo É Princípio
- Os Cães não Mordem
- Jardim (1928)
- A Pedra no Lago (1943)
- Asa no Espaço (poesía)
- Cartas a um Poeta (traducción de Rainer Maria Rilke)
- O Diário (traducción de Katherine Mansfield)
- Verdade Para Cada Um (traducción de Pirandello)
- O Novo Inquilino (traducción de Ionesco)